# Zamaslina
Zamaslina je vesnice v opčině Ston v Chorvatsku, v Dubrovnicko-neretvanské župě. V roce 2011 zde žilo 79 obyvatel.

## Historie
Do roku 2011 byla součástí vesnice Zaton Doli a opčiny Dubrovník.

## Poloha
Vesnicí prochází silnice D414. Nachází se mezi vesnicemi Mali Ston a Zaton Doli.

## Galerie

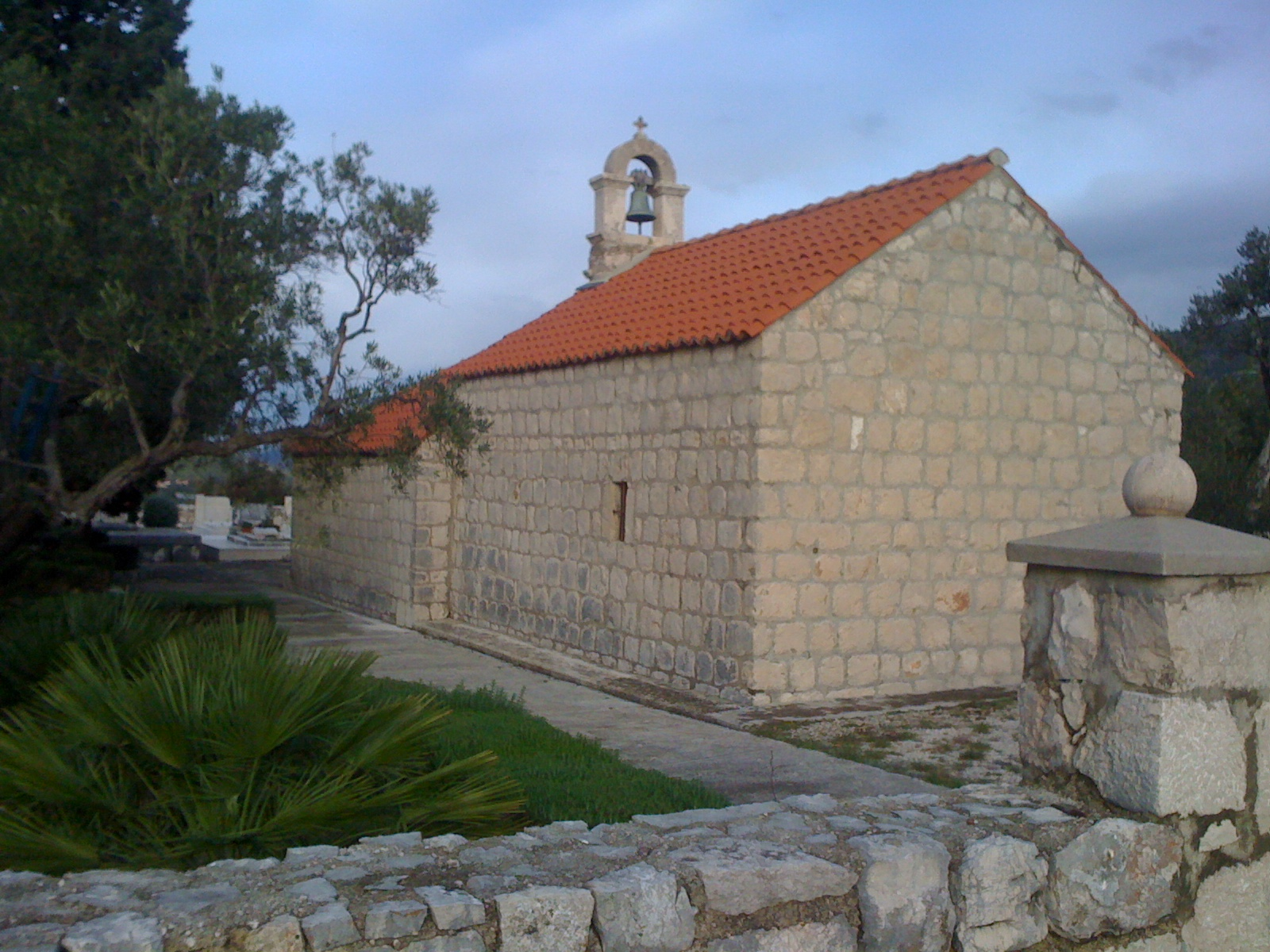
Kaple sv. Jiří
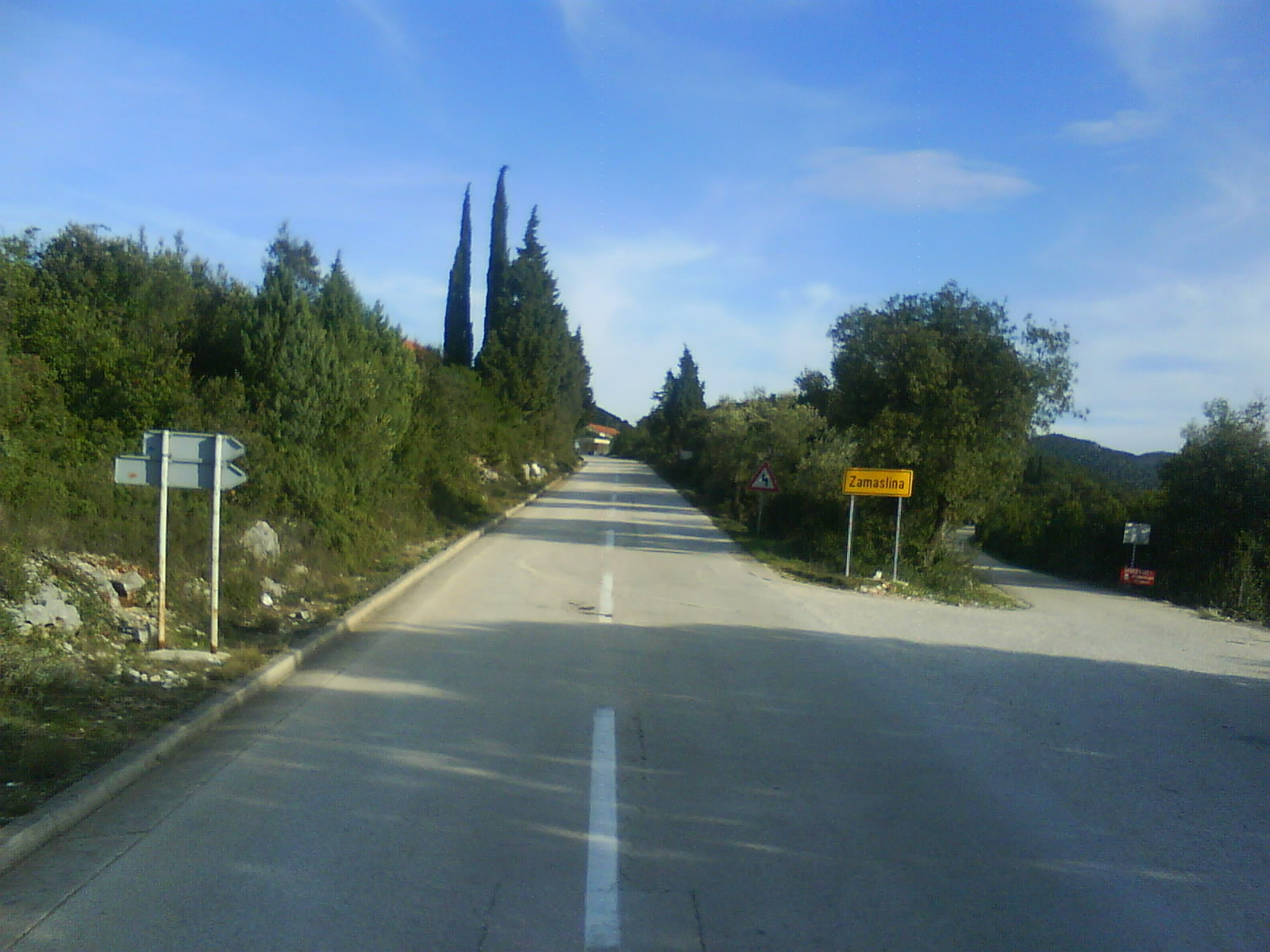
Vjezd do vesnice
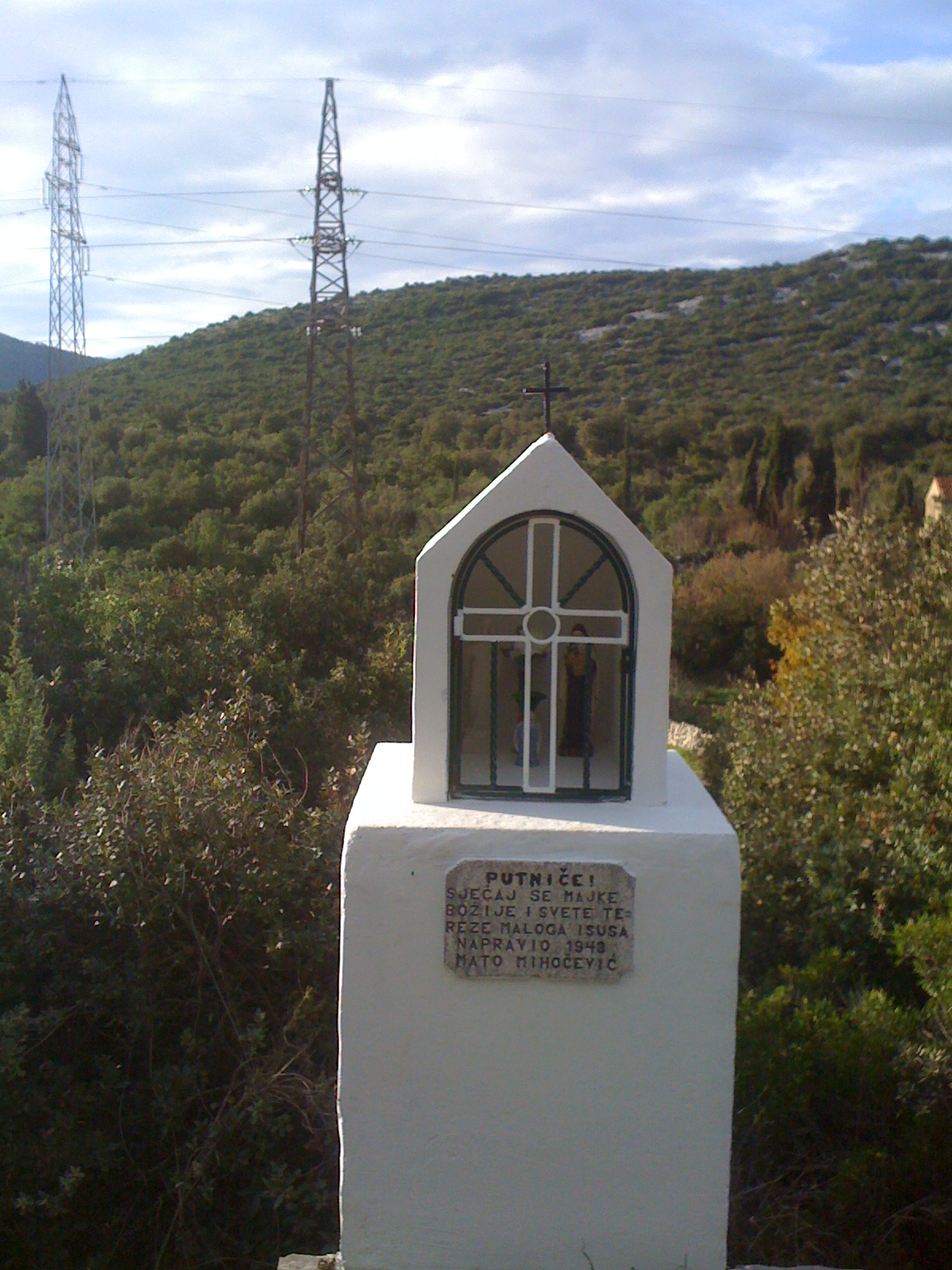
Kaplička